# Los Verdes-Izquierda de Madrid
Los Verdes-Izquierda de Madrid fue un partido político de carácter ecologista de la Comunidad de Madrid (España), actualmente inactivo bajo ese nombre.
Los Verdes-Izquierda de Madrid se creó en mayo de 2001 en San Sebastián de los Reyes (se inscribió en el registro de partidos políticos en junio y celebró su congreso constituyente en diciembre), en el marco de un proceso de convergencia a nivel estatal entre partidos verdes y de izquierda liderado por la Confederación de Los Verdes, Iniciativa per Catalunya Verds e Izquierda Democrática Cántabra, denominado Los Verdes-Izquierda Verde.
Integraron Los Verdes-Izquierda de Madrid la mayor parte de organizaciones ecologistas de la Comunidad de Madrid: Los Verdes de Madrid (miembro madrileño de la Confederación), Los Verdes-Grupo Verde, Foro Verde, Izquierda Madrileña (una escisión de Izquierda Unida), Izquierda Independiente-Iniciativa por San Sebastián de los Reyes, Red Verde (un grupo de militantes procedentes de Nueva Izquierda que no habían querido ingresar en el PSOE), Plataforma de Izquierdas de Coslada, Partido Rojiverde de Alcorcón, Izquierda Democrática de Pinto. No se integraron en el partido Los Verdes de la Comunidad de Madrid.
Alcanzaron notoriedad al proponer como candidato a la alcaldía de Madrid en las elecciones de 2003 al entonces eurodiputado por las listas del PSOE José María Mendiluce. Ángel Requena, entonces alcalde de San Sebastián de los Reyes inicialmente por Izquierda Unida y que más tarde formó Izquierda Independiente-Iniciativa por San Sebastián de los Reyes, fue su candidato a la presidencia de la Comunidad de Madrid. Se presentaron bajo la denominación de Los Verdes.
Obtuvieron unos resultados discretos: en las municipales fueron la cuarta fuerza política, obteniendo 48.686 votos (1,59%), que se tradujeron en apenas cuatro concejales (antes de las elecciones, sus partidos integrantes contaban con 17). En la ciudad de Madrid fueron también la cuarta fuerza, con 26.448 votos (1,55%), sin obtener representación. En las autonómicas, los resultados fueron levemente peores, 42.317 votos (1,41%), sin conseguir tampoco representación.
La mayoría de sus afiliados, corrientes internas y partidos políticos se integraron años después en la formación política Equo Madrid.